# Maison des Officiers de Tomsk
La Maison des Officiers de Tomsk (Томский Дом офицеров) est un édifice ancien de la ville de Tomsk en Russie, construit en 1898-1900 par l'architecte Constantin Lyguine qui servait pour les besoins de la société. Elle se trouve au n° 50 de la perspective Lénine.

## Histoire
Le domaine de Philosophe Alexandrovitch Gorokhov, millionnaire ayant fait sa fortune dans les mines d'or, se trouvait à cet emplacement et comportait un grand parc ; mais il finit par faire faillite et la maison domaniale est détruite par un incendie en 1894.
Un comité décide de faire construire sur une partie du terrain un édifice de pierre pour les besoins de la société de Tomsk. Le comité est constitué de riches négociants et entrepreneurs, comme Alexeï Koukhterine et Nikolaï Beliaïev, l'ingénieur civil Nikolaï Mejeninov, l'architecte Constantin Lyguine, l'industriel minotier Ilia Fuchsmann.
L'édifice construit par Constantin Lyguine est prévu pour abriter l'assemblée publique de Tomsk. La cérémonie solennelle d'inauguration a lieu le 1er/12 janvier 1900. Il accueille les réunions des membres de la classe des marchands, de fonctionnaires et de membres de l'intelligentsia. Il possède une des bibliothèques les plus importantes de la ville à l'époque, une salle de concert d'un millier de places où ont lieu divers événements, bals, représentations théâtrales et soirées de charité. La scène de l'assemblée publique accueille régulièrement des concerts et représentations théâtrales avec par exemple la grande tragédienne russe Vera Komissarjevskaïa (le 8 (21) mai 1909), des artistes des théâtres russes Grigori Gay, Mamont Dalski, Vassili Dalmatov, Maria Petipa, Constantin Varlamov, de grands chanteurs d'opéra Leonid Sobinov (avril 1910), Constantin Varlamov (1910), Pavel Orlenev (1910, 1911, 1915), Anastasia Vialtseva (novembre 1910).
L'assemblée possède son propre orchestre, dirigé par Moïsseï Malomet et à partir de 1912 par Iakov Medline.

## Nouvelle histoire
Avec l'arrivée du pouvoir bolchévique, l'assemblée publique est transformée en club de l'Armée rouge (appelé au début club Ivan Smirnov du nom d'un bolchévique local, et après 1956 club Nikolaï Iakovlev). Le 27 novembre 1920, une réunion solennelle du comité provincial du parti social-démocrate des travailleurs (bolchévique) et des organisations publiques de Tomsk, ainsi que des représentants des unités militaires de la garnison, a lieu dans les locaux du club, au cours de laquelle le président du Comité exécutif central panrusse Mikhaïl Kalinine prononce un discours. Pendant les années de la guerre civile, l'armée blanche y installe un hôpital militaire.
Dans les premières années du pouvoir soviétique, l'édifice est restauré et on y ouvre le grand théâtre municipal, puis le cinéma n° 1 et après une interruption le bâtiment accueille en 1931 la Maison de l'Armée rouge (appelée après le 1er septembre 1945 la Maison des Officiers).
Dans les années 1945-1955, une université du soir y fonctionne, ainsi qu'une école pour épouses d'officiers, un cercle théâtral, de joueurs de bayan, une équipe féminine de carabine, etc. Alexandre Vertinski s'y produit en avril 1956. La Maison prend le nom de Iakovlev en 1956 et plus tard on y installe son buste. La Maison est tardivement rénovée au tournant des années 1990 et 2000. On y ouvre aussi un club de joueurs d'échecs, un centre d'information scientifique et technique sur l'utilisation de l'énergie atomique du combinat chimique sibérien, le siège d'une compagnie d'assurance militaire, d'une association mémorielle militaire, et d'autres associations.

## Aujourd'hui

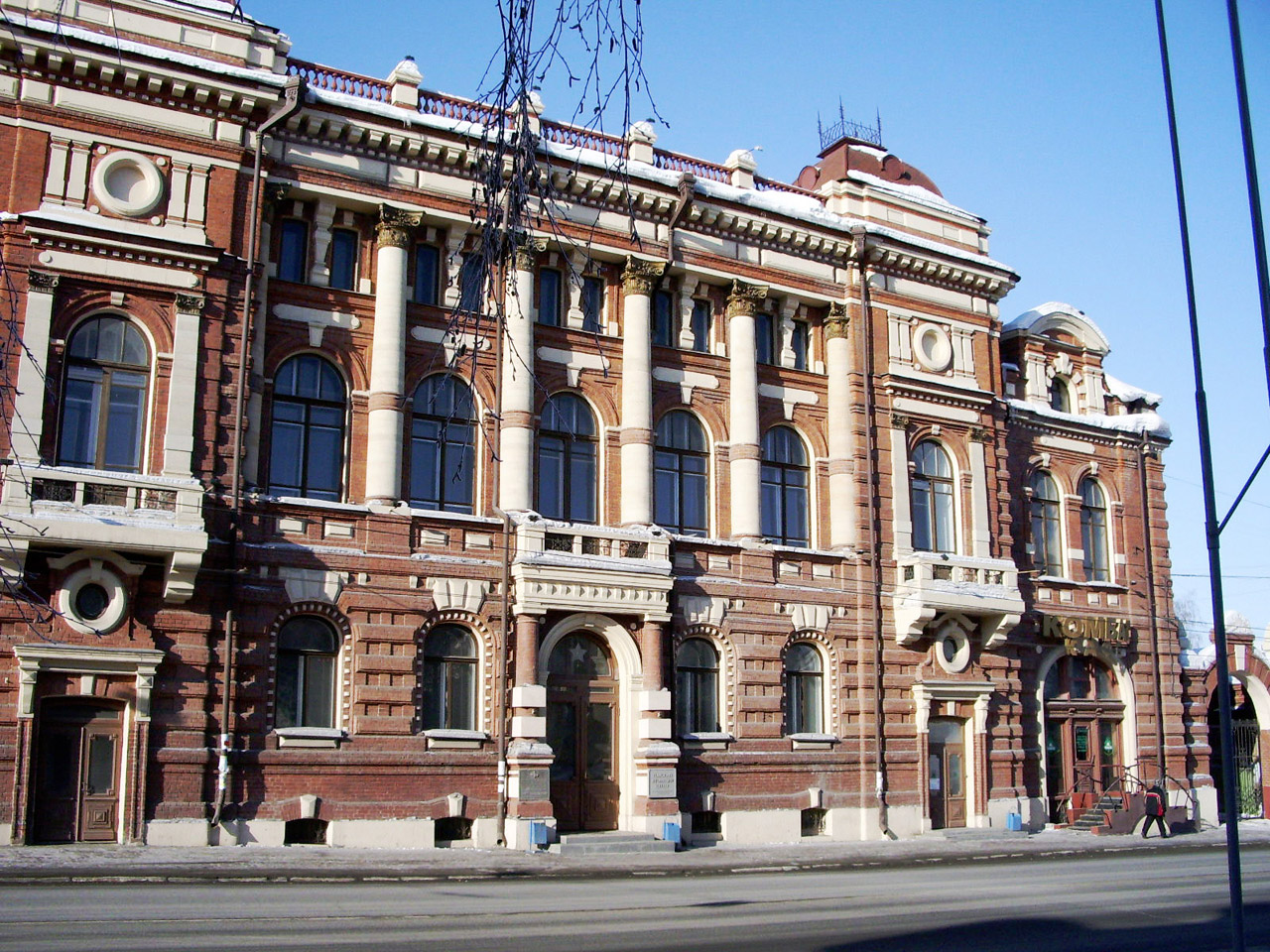
Façade de la Maison des Officiers.

À la fin des années 2000, le ministère de la défense de la fédération de Russie, propriétaire du bâtiment, le ferme et les associations qu'il abrite le quittent. Il est prévu de l'inscrire au budget de la municipalité de Tomsk et, en automne suivant, il devient la propriété de la mairie.
En 2020, le service de presse de l'administration de l'oblast de Tomsk informe du projet de faire de la Maison des Officiers une filiale du musée des beaux-arts Pouchkine et d'entreprendre des travaux de restauration de l'intérieur.

## Liens
- (ru) La Maison des Officiers

- (ru) Cet article est partiellement ou en totalité issu de l’article de Wikipédia en russe intitulé « Дом офицеров (Томск) » (voir la liste des auteurs).